# 海道の松
海道の松（かいどうのまつ）は、新潟県糸魚川市大字市振に生育していたクロマツの巨木である。北陸道の宿場であった市振集落の東のはずれにそびえ、樹齢は約230年と推定されていた。難所として知られる親不知への出入り口の目印として、北陸道を往来する旅人たちに古くから親しまれていた。
1974年（昭和49年）に青海町（当時）の天然記念物に指定され、2005年（平成17年）の合併によって新設された糸魚川市の天然記念物に引き続いて指定された。『おくのほそ道』紀行の途上で松尾芭蕉が宿泊したという「桔梗屋」の跡地に近く、地元では市振地区のランドマークとしてイベントなどに活用していた。しかし、2016年（平成28年）10月に暴風の被害を受けて倒壊した。

## 由来

### 海道の松と市振宿
親不知は飛騨山脈（北アルプス）の日本海側の端に当たる。3000メートル級の山々が一気に高度を下げて日本海に落ち込み、侵食によって断崖となったものである。北陸道は勝山地区から市振地区までの約15キロメートルに及ぶ道のりが断崖絶壁と波打ち際に挟まれたわずかな場所を通っていたため、旅人たちは命がけでの通行を覚悟せねばならず、北陸道最大の難所としてその名を知られていた。
国道8号から市振の海岸方面に降りていく道筋を西にしばらくたどると、市振集落の東端に1本のクロマツの老木があった。この木が海道の松で推定の樹齢は約230年といわれ、樹高は約20メートル、幹周は約3.5メートルを測っていた。
市振は親不知への出入り口にあたる集落で背後に山がそびえ、間近には日本海の荒波が迫る奥行きがわずかに200-300メートルほどの狭い地域である。市振集落は北陸道において、かつては越後国と越中国の境にある宿場として賑わいを見せた町であり、関所も設けられていた。関所は1624年（寛永元年）頃に徳川幕府の命令で設置されたもので、通行人の検問を行った他に海上を監視する遠見番があったと伝わる。
海道の松の近くには、1689年（元禄2年）7月12日に『おくのほそ道』紀行の途上で松尾芭蕉が宿泊したという「桔梗屋」があった。芭蕉は「一つ家に遊女もねたり萩と月」という句を市振宿で詠み、その句碑が1925年（大正14年）相馬御風の撰文によって長円寺（糸魚川市市振666に現存）境内に建立された。桔梗屋は市振宿の脇本陣でもあったが、1914年（大正3年）の火事で焼失して「桔梗屋跡」と記された木柱と説明板のみが名残をとどめている。
海道の松は遠方からでもよく目立つ木であったため、難所として知られる親不知への出入り口の目印として北陸道を往来する旅人たちに親しまれた。市振の関所は1869年（明治2年）に廃止され、北陸道も1883年（明治16年）に開通した国道8号にその役割を譲ったため、市振集落は往時の賑わいを失った。海道の松は北陸道の往来を後世まで伝えるものとして、1974年（昭和49年）に青海町（当時）の天然記念物に指定された。さらに、2005年（平成17年）の合併によって新設された糸魚川市の天然記念物にも引き続いて指定されていた。

### 突然の倒壊
市振と親不知は「おくのほそ道の風景地 親しらず」として、2014年（平成26年）3月18日に国の名勝に指定された。地元では、海道の松を桔梗屋跡や芭蕉の句碑などとともに市振地区のランドマークとしてイベントなどに活用した。海道の松は老齢化が進んで幹が空洞になっていたため、所有と管理を担っていた糸魚川市がウレタンを入れるなどして保護にあたっていた。しかし、この木の最期は突然のことであった。
2016年（平成28年）9月26日に発生した熱帯低気圧は、同月28日に台風となって台風18号（チャバ）と命名された。この台風は、東シナ海を進んで済州島や釜山市などに大きな被害を与え、長崎県対馬市厳原でも10月の観測史上1位の最大瞬間風速39.2メートルを観測した。台風第18号は10月5日21時に佐渡沖で温帯低気圧に変わったが、新潟県でもその影響で10月5日深夜から6日未明にかけて各地で強風が吹き荒れた。気象庁によると、市振集落にほど近い富山県下新川郡朝日町泊でも10月5日21時30分頃の最大瞬間風速は33.5メートルだった。
海道の松は10月5日の夜に強風の被害を受けて根元近くで倒壊し、近くに住む住民が当日21時30分前にその状況を確認していた。倒れるときに海岸の道路をふさいだものの、人的被害や建物、車などへの物損被害はなく、道路も迂回が可能だったため住民の生活に影響はなかった。10月18日にはこの木を起点として芭蕉の句碑などをたどる見学会が予定されていたため、関係者は大きな衝撃を受けていた。市振集落の自治会長を務める男性は「人への被害がなかったのはよかった。倒れる時も住民に迷惑を掛けず、改めてありがたい松だと感じた」と海道の松の最期を惜しんでいた。
倒壊した海道の松は、10月6日に撤去された。糸魚川市教育委員会はこの事態を受けて、海道の松の文化財指定を解除する方針を決定した。糸魚川市教育委員会文化振興課は「地域住民や市青海事務所と話し合い、指定解除後も海道の松があったことを伝えていく方法を考えたい」として、後継樹を植えることなどを検討している。国立研究開発法人森林総合研究所林木育種センター（茨城県日立市）は2015年（平成27年）の冬に海道の松の枝を採取していたため、原木と同じ遺伝子を持つ後継樹を育てられる可能性がある。ただし、その苗木を植えるまでには順調に進んでも数年かかる見通しという。

## 交通アクセス
所在地
- 新潟県糸魚川市大字市振848

交通
- えちごトキめき鉄道日本海ひすいライン・あいの風とやま鉄道あいの風とやま鉄道線市振駅から徒歩約15分[4][28]。